# Wildersbach
Wildersbach ist eine französische Gemeinde mit 284 Einwohnern (Stand 1. Januar 2021) im Kanton Mutzig im Département Bas-Rhin in der Region Grand Est (bis 2015 Elsass).

## Geografie
Das Dorf liegt am Fuße der Nordvogesen.

## Geschichte
Wildersbach war Teil der Herrschaft des Ban de la Roche und wurde vom Grafen Georg Hans von Veldenz 1584 gekauft.
Von 1795 bis 1871 gehörte die Gemeinde zum Département Vosges.

## Bevölkerungsentwicklung
| Jahr      | 1962 | 1968 | 1975 | 1982 | 1990 | 1999 | 2006 | 2017 |
| Einwohner | 262  | 292  | 265  | 264  | 260  | 282  | 314  | 291  |